# 29443 Remocorti
29443 Remocorti este un asteroid din centura principală, descoperit pe 13 iulie 1997, de Luciano Tesi și Gabriele Cattani.